# Joeropsis rathbunae
Joeropsis rathbunae är en kräftdjursart som beskrevs av Richardson1902. Joeropsis rathbunae ingår i släktet Joeropsis och familjen Joeropsididae.
Artens utbredningsområde är Mexikanska golfen. Inga underarter finns listade i Catalogue of Life.